# Inés de Navarra
Inés de Navarra, o Inés de Evreux, (1337-Estella, 3 de febrero de 1397), fue una infanta de Navarra y condesa consorte de Foix (1349-1391).

## Biografía
Inés de Navarra era la sexta hija de Felipe III, rey de Navarra y de Juana II de Navarra. Por su padre, era descendiente del príncipe Luis, conde de Evreux y de Margarita de Artois, ambos descendientes de la dinastía francesa de los Capetos. Por parte de su madre, descendía de Luis X le Hutin, rey de Francia y Navarra, y de Margarita de Borgoña. Su madre fue reina de Navarra desde 1328 hasta 1349. Es la hermana menor del rey Carlos II de Navarra. 

### Alianzas matrimoniales de la Casa de Evreux
Felipe III de Navarra y Juana II de Navarra procuraron acuerdos matrimoniales para todos sus descendientes. Para la Europa de esta época «es sobradamente conocida la importancia que los vínculos familiares tienen en el mundo medieval. La genealogía ayuda en muchos casos a esclarecer alianzas políticas, reivindicaciones territoriales y pretensiones dinásticas.»
La hija mayor, Juana, aunque sus padres en 1329 la comprometieron en matrimonio con Pedro IV de Aragón a fin de establecer una alianza que asegurara la paz con Aragón, renunció a todos sus derechos dinásticos e ingresó como religiosa en la abadía de Longchamps. La segunda hija, María asumió el 6 de enero de 1336 el compromiso con Pedro al que había renunciado su hermana mayor.
Una tercera hija, Blanca, ya se había casado en 1349 con el rey Felipe VI de Francia aunque enviudó a los pocos meses y ya no volvió a casarse.
Otro de los enlaces familiares fundamentales fue el establecido el 4 de agosto de 1349 en París con la boda de Gastón III de Foix-Bearne con Inés de Navarra, hermana de Carlos II. Antes de fallecer, en 1345, la madre de ambos, Juana II, había negociado con Leonor de Cominges, madre y tutora de Gastón Febo. Las negociaciones, que duraron cuatro años, contó con el beneplácito dado en 1346 por Felipe VI de Francia como tutor de los hijos menores de Felipe de Evreux y Juana. La boda tenía también un interés político para el monarca francés que veía en ella una forma de «asociar a la corona al poderoso e independiente vizconde de Bearne» evitando un acercamiento de los Foix a los aragoneses, además de que la ubicación de las posesiones del conde, entre la Guyena inglesa y el reino de Francia, habían servido al hábil Febo para convertir tal inestabilidad inherente al territorio en una independencia de facto.

### Matrimonio y descendencia
El 5 de julio de 1349 se casó con Gastón III de Foix-Bearne, conde de Foix en París. De esta unión nacieron varios hijos malogrados. El único que sobrevivió, nació en septiembre de 1362 y llevaba el nombre de su padre también, Gastón de Foix-Bearne. Su tío, Carlos II, fue su padrino. Durante estos años fue Orthez el lugar de residencia de Inés. 

### Repudio de su esposa
Afirma el historiador Tucoo-Chala, y sigue la historiadora García Arancón, que «Carlos y Gastón estaban juntos en Ruan cuando el rey Juan II interrumpió el banquete e hizo apresar al rey de Navarra y ejecutar sin juicio a cuatro caballeros suyos.» Sin embargo, Meyer afirmaba que su detención debió ser posterior, cuando fue a interceder por su cuñado al rey de Francia tras haber solicitado al rey de Aragón que también intercediera por Carlos. Con todo, Juan II aprovechó el momento para reclamar al de Foix el homenaje de vasallaje que le debía por Bearne. Lo cierto es que el infante Luis de Navarra, durante las negociaciones realizadas para lograr la liberación de su hermano, en abril de 1356 en la corte de Orthez, «como interlocutores sólo se mencionan a los consejeros del vizconde, prueba de que éste estaba preso y no fue liberado hasta julio.»
El 18 de octubre de 1361 Carlos embarcó con rumbo a Navarra recalando en el puerto de Bayona. Antes de entrar en el reino se detuvo a visitar a su cuñado, el conde de Foix. Esta visita, que tuvo lugar en diciembre de 1361 en Salvatierra de Bearne. Gastón estaba sosteniendo una guerra con el conde de Armagnac, que contaba con el apoyo de Francia, y buscaba estrechar todavía más sus relaciones con Navarra. Las relaciones se fortalecieron aún más si cabe, cuando «a fines de 1362 Carlos actúa de nuevo como mediador y fue el padrino del hijo de Gastón e Inés, nacido a mediados de septiembre. No en vano eran muchos los bearneses al servicio del rey navarro, sin obviar que el captal de Buch, Juan de Grailly, era señor de un feudo situado cerca de Arcachón y era primo del conde de Foix. Así pues, la alianza entre Foix y Navarra constituía un buen medio para detener los ansias expansionistas de Francia, Inglaterra y Aragón.

Sin embargo, todo comenzó a cambiar bruscamente en seguida. Ese mismo año de 1362, tras la victoria bearnesa en la batalla de Launac (5 de diciembre de 1362), en los últimos días del año, Gastón repudió a su esposa que tuvo que abandonar Orthez precipitadamente. Su hijo, único heredero legítimo, sería educado lejos de su madre una vez que Inés regresa a Navarra. Ni siquiera la intervención de Leonor de Cominges, ni más tarde la del papa Urbano VI (1364), pudo evitar esta ruptura.  Gastón Febo argumentó el impago de la dote como razón para tal paso aunque probablemente hubo razones de índole más personal. No obstante, el conde también era conocido por el gran número de amantes que dieron a luz a dos hijos ilegítimos —Yvain y Gratien.

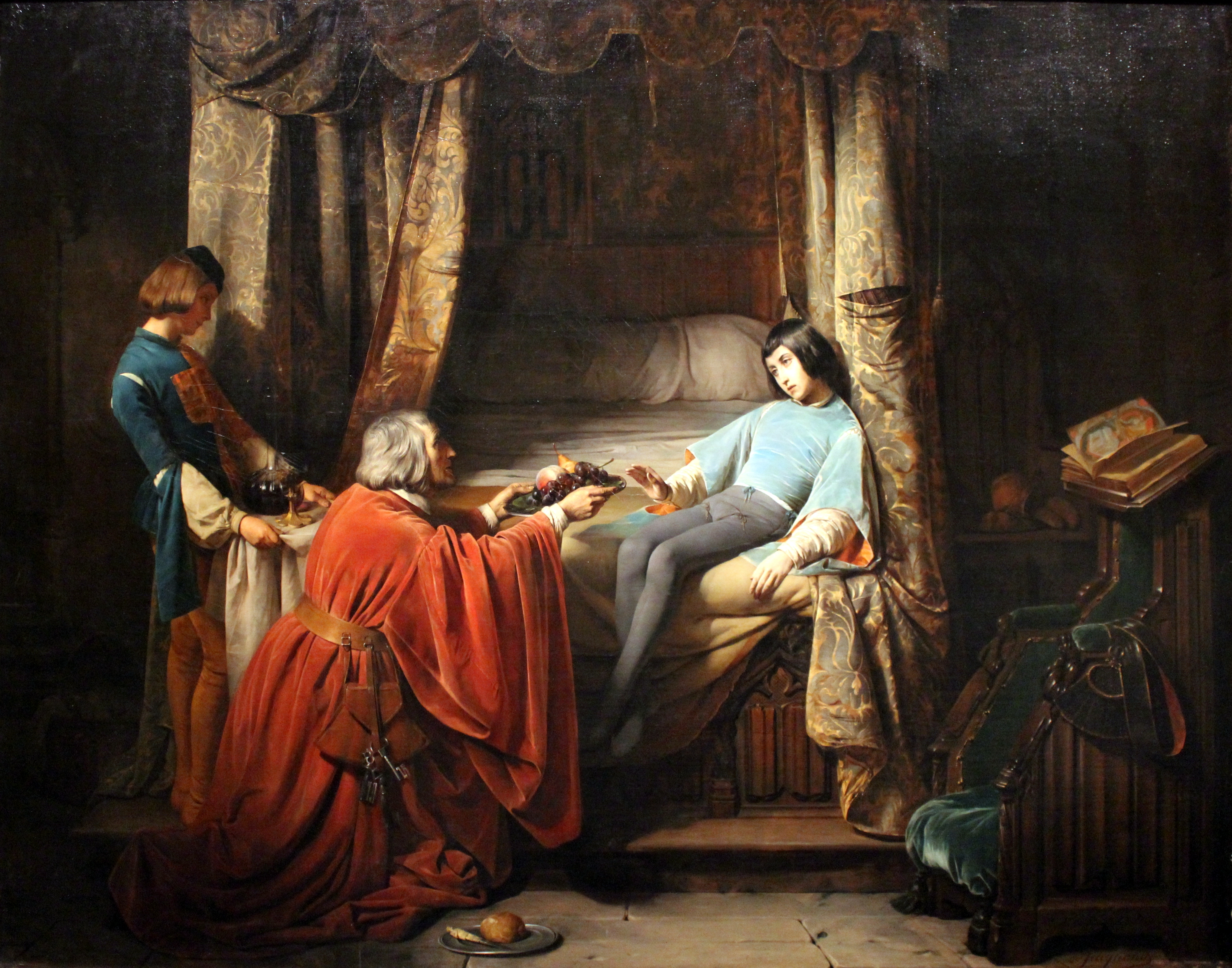
Le Jeune Gaston, dit l'ange de Foix, pintado por Claudius Jacquand en 1838.

### En la corte de Navarra: compañero de la reina Juana
Inés se refugió en la corte navarra donde se convirtió en la mejor amiga y compañera de viajes de la reina Juana de Valois. Carlos le concedió una pensión anual de 400 florines que le permitió, desde 1376, disponer de su propio hostal real. Cuando Juana falleció en 1373, disipó los rumores sobre su muerte (decían que había sido envenenada por su marido) afirmando que su cuñada había fallecido por causas naturales. Además, cumpliendo con su voluntad, regresó a Navarra con el corazón de la reina, que fueron enterradas en la catedral de Pamplona, y sus entrañas, que depositó en la Real Colegiata de Santa María de Roncesvalles.

### Muerte de Gastón el joven
El joven Gastón se había casado con Beatriz de Armagnac, hija de Juan II de Armagnac (c. 1333-1384), como parte de los acuerdos de paz entre Foix y Armagnac. El matrimonio no tuvo descendencia. Había visitado a su madre y su tío en Navarra en varias ocasiones.
Desde el repudio de Inés las relaciones de Navarra y Foix derivaron en continuo desencuentros suscitando, a la postre, la animadversión mutua. Cuando varios años más tarde, Carlos II fuera acusado de tramar un complot para envenenar a Gastón Febo, según la versión de los cronistas oficiales franceses como Froissart, a través del joven heredero Gastón que habría sido descubierto y denunciado por su hermano bastardo Yvain. Durante una visita a la cárcel su propio padre el conde, siempre según Froissart, perdió el control y le propinó un golpe mortal, eliminando así a su único heredero directo (1380). Sin embargo, no hay ningún testimonio directo de este asesinato filial y el relato de Froissart presenta muchas inconsistencias.

### Reclamaciones
No obstante Inés nunca recuperó el título de vizcondesa. Tras la muerte de su hijo, fue mantenida por su sobrino, Carlos III de Navarra que le concedió «todas las rentas ordinarias de la villa de Falces, excepto la pecha de los judíos.»
A la muerte de Gastón Febo (1391), será Yvain el que asuma la regencia del condado, hasta su muerte en 1393. Carlos III prestó a su tía todo su apoyo en 1391, cuando murió Gastón, reclamando al nuevo conde de Foix todos los bienes personales usurpados cuando fue expulsada, a finales de 1362. Su reclamación, que contó con la intervención de Carlos VI de Francia, fue llevada al Parlamento de París ganando Inés 15.000 florines de oro por las joyas, muebles así como la dote de su madre. En 1396, tras un nuevo acuerdo, recibió otros 18.000 florines del vizconde de Bearne a cuenta del rey de Aragón que le debía tal cantidad por la dote de su esposa Juana.
Inés vivió el resto de sus días en Navarra, entre Pamplona, Olite y Estella.